# NHKニュースウォッチ9
もしかして
- ニュースウオッチ9

ではありませんか？